# Stress
Lo stress è una reazione che si manifesta quando un organismo percepisce uno squilibrio tra le sollecitazioni ricevute e le risorse a disposizione.
Si tratta, precisamente, di una sindrome generale di adattamento (SGA) atta a ristabilire un nuovo equilibrio interno (omeostasi) in seguito a fattori di stress (in inglese detti stressor). Le alterazioni dell'equilibrio interno possono avvenire a livello endocrino, umorale, organico, biologico. Il termine stress venne introdotto per la prima volta in biologia da Walter Bradford Cannon nel 1935; la sindrome venne definita in questo modo da Hans Selye nel 1936.

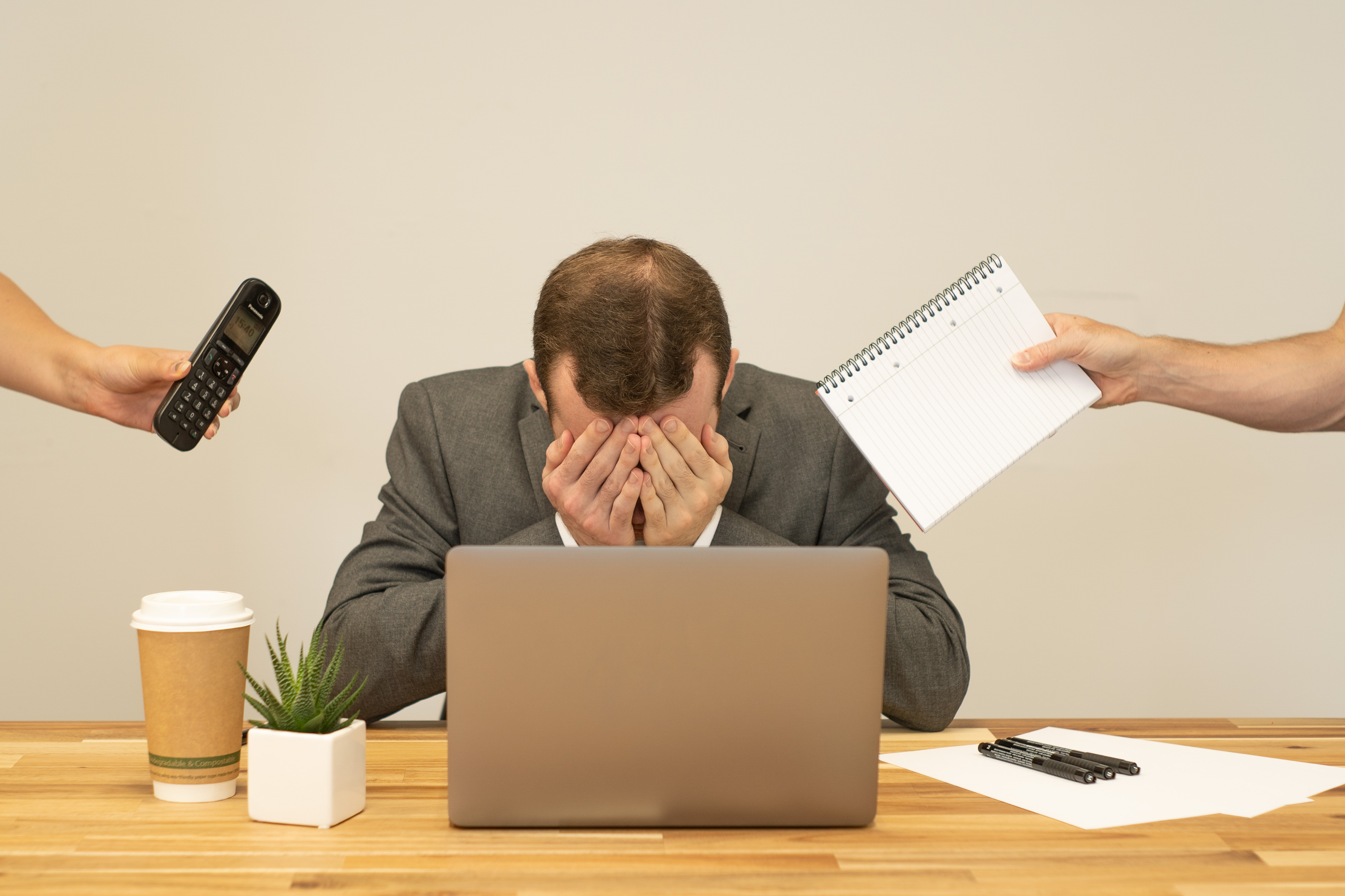
Un uomo stressato al lavoro

La sindrome può essere fisiologica, ma può avere anche dei risvolti patologici, anche cronici, che ricadono nel campo della psicosomatica. In generale si suole distinguere tra eustress e distress ovvero rispettivamente stress "buono" e stress "cattivo".
In generale le risposte in seguito all'esposizione di stressors possono essere raggruppate in due modi:
- risposte istantanee, dovute alla natura e alla fisiologia del sistema nervoso (es. sistema nervoso simpatico che utilizza neurotrasmettitori già sintetizzati e immagazzinati);
- risposte ritardate, dovute alla natura e alla fisiologia del sistema endocrino e neuroendocrino (es. recezione dello stressor, attivazione della trascrizione di proteine sintetizzanti gli ormoni, sintesi di ormoni e rilascio di questi nel circolo umorale);[1]

Sebbene le risposte siano diversificate in base a diversi stressors, il meccanismo di risposta è stereotipato e coinvolge in serie:
- prima una risposta istantanea, mediante stimolazione del sistema SSMS (Sistema simpatico → Midollare del Surrene);
- successivamente una risposta ritardata, mediante l'azione dell'AIIS (Asse ipotalamo-ipofisi-surrene).

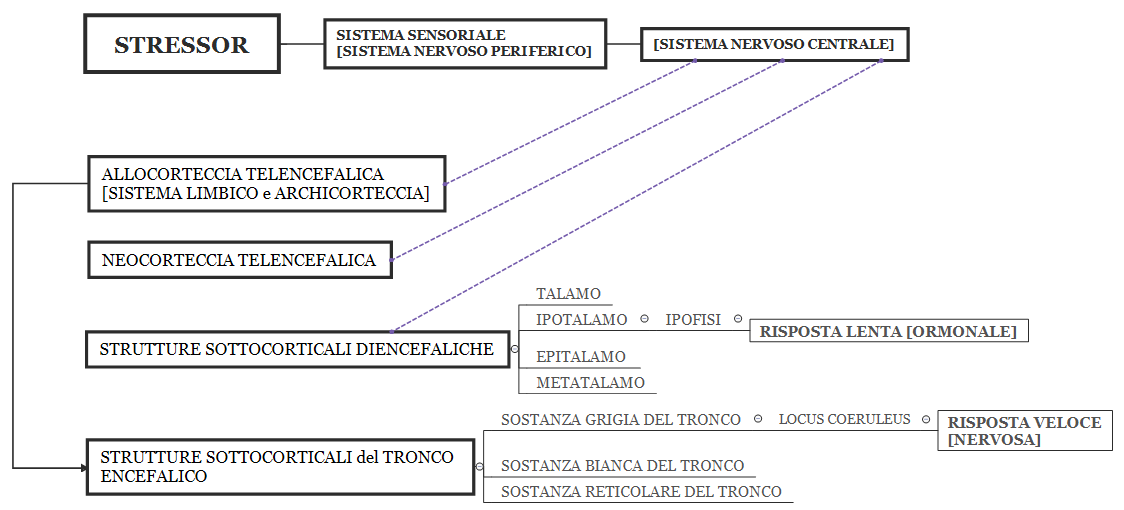
Schema generale di risposta allo stressor. Il meccanismo di segnalazione tra una struttura anatomica e l'altra definisce anche la velocità di risposta. Ad esempio, la risposta veloce è basata su neurotrasmettitori (veloci da sintetizzare e facili da rilasciare perché si immagazzinano in vescicole). La risposta lenta è basata sugli ormoni. A differenza dei neurotrasmettitori, gli ormoni sono prodotti solo dopo molto tempo (ore o giorni).

## Descrizione dei fattori che modulano la sindrome

### Finalità dello stress
Ogni fattore stressante (stressor) richiama immediatamente delle reazioni regolative neuropsichiche, emotive, locomotorie, ormonali e immunologiche che formano un quadro generale conosciuto come SGA (Sindrome Generale di Adattamento) Anche eventi di vita quotidiana possono essere considerati stressors e scatenare una sindrome generale di adattamento.
L'adattamento è un'attività complessa che si articola nella messa in atto di azioni finalistiche destinate a:
1. Cambiare l'equilibrio interno dell'organismo (omeostasi) mediante:
  - la generazione di una risposta emotiva soggettiva;
  - la messa in difesa dell'organismo dal fattore stressante;
  - l'attuazione di strategie da elaborare in caso di esposizione futura a stressori;
2. Cambiare l'equilibrio esterno all'organismo (ambiente) per adattarlo alle necessità del soggetto.

Questi due aspetti possono variare in base a molteplici fattori, ma in generale la risposta nei vertebrati si basa su un modello di azione costante e stereotipato.

### Fattori che determinano la capacità di adattamento
Il maggiore o minore successo dei processi adattativi (capacità di adattamento) è dato dal bilancio tra le caratteristiche qualitative e quantitative degli eventi che li suscitano e le risorse personali del soggetto coinvolto.
1. Per quanto riguarda le caratteristiche qualitative si considerano:
  - caratteristiche temperamentali e di personalità;
  - livello culturale;
  - condizioni socio-economiche;
  - risonanza soggettiva dell'evento.
2. Per quanto riguarda le caratteristiche quantitative si considera un asse temporale e pertanto:
  - l'età del soggetto;
  - il suo tempo di reazione;
  - il tempo richiesto dall'evento per ottenere un adattamento efficace;
  - la durata dell'esposizione allo stressor

Infatti, un bambino piccolo non riuscirà ad utilizzare appieno e con la stessa velocità una medesima capacità adattativa dell'adulto. Per contro, risulterà più difficile scansare un proiettile di arma da fuoco che non un pallone;
3. Un terzo fattore che coinvolge sia caratteristiche qualitative e quantitative è dato dalle capacità intellettive del soggetto: la prevedibilità, la conoscenza e la gravità degli eventi giocano un ruolo fondamentale nella possibilità di instaurare delle strategie adattative atte a gestirli (meccanismo a feed-forward).

Ad esempio, il lutto per la perdita di una persona cara è, di solito, più facilmente elaborabile quando la persona era anziana e la sua scomparsa era stata prevista da tempo. All'opposto è problematico l'adattamento in caso di esposizione a eventi catastrofici e improvvisi.
Un soggetto può essere capace di affrontare determinati eventi, ma non essere in grado di fronteggiare e gestire in modo adattativo con gli stessi esiti eventi differenti. Lo stress cronico risulta essere una delle principali cause di morti accidentali negli eventi bellici, anche identificato come combat stress, in particolare per i casi di "fuoco amico" (brothers killing brothers) riconducibili spesso ad errori di identificazione e di consapevolezza dovuti allo stato di stress non riconosciuto e non gestito.

## Un modello di risposta allo stress: la sindrome generale di adattamento

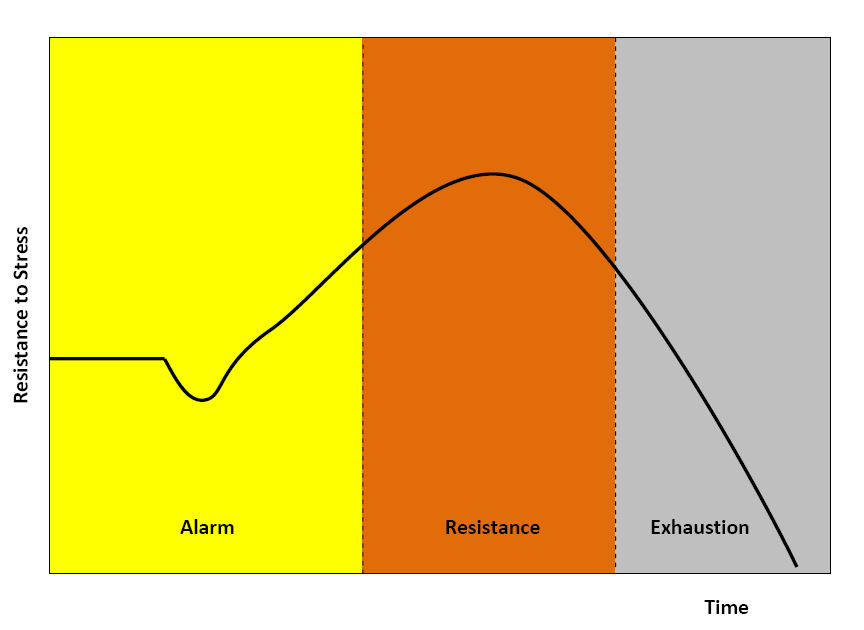
Diagramma della Sindrome Generale di Adattamento di H. Selye

Hans Selye definì come "Sindrome Generale di Adattamento" quella risposta che l'organismo mette in atto quando è soggetto agli effetti prolungati di molteplici fattori di stress, quali stimoli fisici (ad es. fatica), mentali (ad es. impegno lavorativo), sociali o ambientali (ad es. obblighi o richieste dell'ambiente sociale). Citando le sue parole:"nessuna delle grandi forze della materia è tanto efficiente quanto la capacità di difesa e di adattabilità degli esseri viventi di fronte ad ogni mutamento. In ogni uomo vi è forse un parallelismo tra vitalità ed entità dell'adattabilità".
L'evoluzione della sindrome avviene in tre stadi:

### Stadio 1: Reazione d'allarme
Lo stadio 1 è suddivisibile in due fasi:
1. Fase di shock: L'organismo recepisce lo stressor e deve ancora elaborare una risposta per fronteggiarlo (es: deve decidere se modificare l'ambiente interno od esterno). L'adattamento non è ancora presente e dunque la resistenza contro il fattore stressante è minima (curva ad u nel grafico).
2. Fase di antishock: L'organismo risponde ai fattori di stress mettendo in atto meccanismi di fronteggiamento (coping) sia fisici che mentali. Esempi sono costituiti dall'aumento del battito cardiaco, pressione sanguigna, tono muscolare ed arousal (attivazione psicofisiologica).

In generale nella risposta fisica è attivato:
- Istantaneamente: il Sistema Simpatico → Midollare Surrene; ciò permette il rilascio nel circolo sanguigno di catecolamine (si spiega così la tachicardia, la contrazione muscolare e altri fattori tipici della reazione di attacco o fuga);
- Dopo qualche ora e parzialmente: l'asse endocrino ipotalamo → ipofisi → surrene; ciò permette il rilascio nel circolo sanguigno di ormoni glicoattivi (esempio: corticosteroidi);

### Stadio 2: Resistenza
Il corpo tenta di combattere e contrastare gli effetti negativi dell'affaticamento prolungato, producendo risposte ormonali specifiche da varie ghiandole endocrine, ad es. le ghiandole surrenali. La risposta di tipo ritardata è quella presente in maniera prevalente e la sua durata è correlata alla durata di esposizione allo stressor e alla quantità di riserve energetiche dell'organismo.

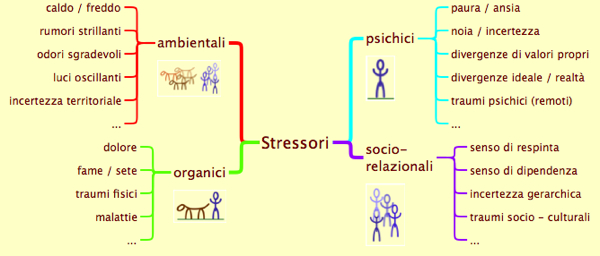
Esempi di stressors

### Stadio 3: Esaurimento o Recupero
Esaurimento, se i fattori di stress continuano ad agire, il soggetto può venire sopraffatto e possono prodursi effetti sfavorevoli permanenti a carico della struttura psichica e/o somatica.
Recupero, se il corpo è riuscito ad eliminare gli effetti dello stressor (modifica dell'ambiente interno, o del set-point omeostatico) o lo stressor in quanto tale (modifica dell'ambiente esterno).
Un esempio di risposta semplice e stereotipata è la seguente:
1. Esposizione a stressors o predizione di uno stressor nel futuro (meccanismo a feed-forward)
2. Ricezione dello stressor ed eventuale elaborazione del messaggio;
3. Messa in atto della sindrome di adattamento e modifica dei valori normali ("set point") di diversi sistemi omeostatici;
4. Adattamento o risoluzione del problema.[7]

Ad esempio, per adattarsi a un clima rigido (stressor), si può decidere di accendere un fuoco, o di indossare abiti più pesanti: l'adattamento dipende dalle capacità di risoluzione di un problema, ma anche dalla presenza di opportuni elementi ambientali, economici o relazionali.

## Fisiologia dello stress

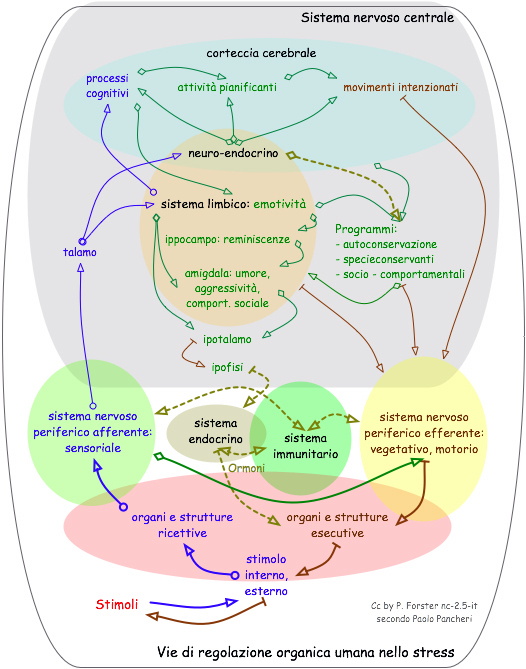
Fisiologia dello stress

La neurologia cognitiva modellizza la sindrome generale di adattamento come la maggior parte dei processi biologici:
1. Recezione dello stimolo;
2. Integrazione dello stimolo con altri sistemi biologici;
3. Elaborazione di una risposta

### 1. Biochimica molecolare nella recezione dello stress
In base alla natura degli stressori il corpo è in grado di recepire i seguenti stimoli:
| Stimolo    | Vie anatomiche interessate                                                                                                | Trasduttore molecolare                           | Esempio                                                                        |
| ---------- | --- | ------------------------------------------------ | ------------------------------------------------------------------------------ |
| Fisico     | 1. Sensibilità somatica (ad esempio nocicezione o dolore somatico) 2. Stimolazione diretta dei nervi (dolore neuropatico) | 1. Recettori Vanilloidi; 2. Canali ionici del K+ | 1. Trauma fisico, stimolazione prolungata; 2. Deformazioni anatomiche          |
| Biochimico | Cambio improvviso di pressione Citochine infiammatorie Catecolammine                                                      | Barocettori (es. nel glomo aortico)              | 1. Cambi di pressione dopo una corsa prolungata 2. Vasculite leucocitoclastica |
| Chirurgico | Sia recettori della sensibilità somatica che viscerale; altre strutture                                                   | Vari                                             | Chirurgia pelvica, addominale; anestesia protratta                             |

### 2. Biochimica molecolare della risposta veloce
Lo stress si identifica con una secrezione psico-indotta di ormoni catabolizzanti da parte delle ghiandole surrenali in risposta a stimoli ipotalamo-ipofisari. Il sistema simpatico causa il rilascio di adrenalina e noradrenalina, in particolare dalla midollare surrenale. Questi ormoni causano:
- una costrizione dei vasi cutanei (pallore) e viscerali addominali (recettori alfa)
- una dilatazione dei vasi muscolari (recettori beta)
- aumento della frequenza cardiaca (conseguente aumento della gittata cardiaca) (recettori beta)
- broncodilatazione
- midriasi
- inibizione del rilascio e dell'efficacia dell'insulina (insulinoresistenza e possibile diabete mellito tipo 2)
- aumento della sensibilità al glucagone

Questi ultimi due effetti causano l'alterazione del metabolismo, spinto verso il mantenimento di alti livelli glicemici.
In breve, un aumento dell'idrolisi proteica muscolare e dei trigliceridi fornisce aminoacidi e glicerolo per la gluconeogenesi e causa un calo ponderale; la glicolisi è inibita.

### 3. Biochimica molecolare della risposta lenta
L'ipotalamo secerne fattori di rilascio per l'ipofisi per la produzione di ADH e ACTH.
- L'ADH (o vasopressina) fronteggia la diminuita volemia (rapporto tra volume ematico e letto vascolare) mediante la ritenzione idrica (causante l'aumento di volume ematico) e la costrizione dei vasi.
- L'ACTH agisce a livello corticale surrenale causando il rilascio di cortisolo e aldosterone. 
  - Il cortisolo stimola la gluconeogenesi (conversione delle proteine in zuccheri) e inibisce l'azione dell'insulina (insulinoresistenza);
  - L'aldosterone agisce a livello renale stimolando il riassorbimento di sodio, che per osmosi "trascina" con sé acqua, contribuendo al ripristino del corretto livello volemico.

Il riassorbimento del sodio si accoppia all'escrezione di potassio e ioni idrogeno, la cui deplezione provoca l'acidificazione delle urine e l'alcalinizzazione del sangue (causata in sinergia dall'iperventilazione).
- Il rene rileva il calo di pressione attraverso la macula densa dell'apparato iuxtaglomerulare e tramite la secrezione di renina attiva il sistema renina-angiotensina-aldosterone; l'angiotensina II è un potente vasocostrittore.
- Se il cortisolo è detto anche ormone dello stress, la serotonina è l'ormone del benessere. Lo stress si contrasta anche con azioni mirate all'aumento di serotonina. L'integrazione alimentare di triptofano, precursore della serotonina, in questo senso, si è però rivelata fallimentare: solo l'1% del triptofano finisce ad aumentare la serotonina nel cervello, mentre il resto è principalmente utilizzato per creare varie proteine nel corpo.
- Una frazione, seppure piccola, del triptofano è convertita nel fegato per l'escrezione urinaria da un enzima (triptofano pirrolase) in due sostanze tossiche, potenziali responsabili del cancro alla vescica: acido xanturetico (XA) e acido idrossiantranilico (3-OH-AA). Ciò avviene tramite la formazione intermedia di kyneurenina, che successivamente è convertita in idrossikyneurenina (3-OH-K). L'enzima triptofano pirrolase è a sua volta stimolato dal cortisolo e da un maggiore apporto di triptofano.

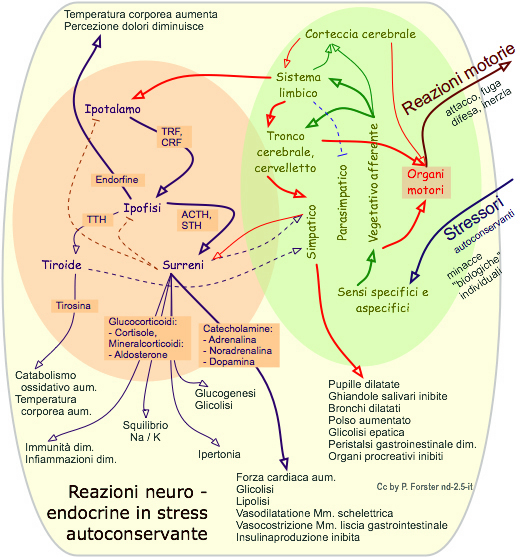
Regolazione dello stress

## Aspetti patologici dello stress

### Patologia
Una risposta maladattativa a un evento stressante può determinare l'insorgenza di un quadro patologico.
In caso di disturbo psichico, il quadro clinico mimerà, dal punto di vista sintomatologico, l'espressione del disturbo maggiore.
La maladattatività può risultare di interesse clinico qualora consista in sintomi emotivi o comportamentali tali da causare sofferenza soggettiva e una significativa compromissione nel funzionamento sociale e lavorativo del soggetto.
Le caratteristiche di fragilità o rigidità del soggetto giocano un ruolo importante nel momento in cui egli deve produrre strategie per rispondere in modo adeguato a una modificazione dell'ambiente.
Le caratteristiche della sindrome da stress sono
- sintomatologia preceduta da evento stressante identificabile, sia esso positivo o negativo, verificatosi nei tre mesi precedenti allo sviluppo della sintomatologia.
- questa deve essere più intensa rispetto alle corrispettive reazioni normali e avere tendenza alla risoluzione spontanea entro un periodo di tempo definito (6 mesi)
- la sindrome non deve rappresentare l'esacerbazione dei sintomi di un disturbo mentale di base, legato o meno all'evento stressante.

La principale (se non altro perché più evidente e diffusa) affezione dovuta a questo meccanismo è la calvizie.
Lo stress nella sua forma più acuta può arrivare a provocare la morte per autocoagulazione del sangue ("morte da anatema").

### Diagnosi
La diagnosi del livello di stress cronico a cui è soggetto un individuo non è semplice, né univoca, data la genericità del fenomeno e la soggettività nel reagire ai diversi fattori di stress.
Il metodo più classico per misurare il livello di stress, di impianto prettamente psicologico, si basa sulla compilazione di questionari che indagano o la presenza nella vita del paziente (nel presente o nel passato prossimo) di fattori di stress (quali la perdita di persone care, del lavoro, etc), oppure il manifestarsi di sintomi legati allo stress o alla depressione (problemi del sonno, attacchi di panico, etc...). Risulta chiaro come la soggettività nel reagire ai fattori di stress, o nella stessa valutazione dei sintomi, sia il principale problema di questa metodologia, comunque ampiamente adottata allo stato dell'arte.
Nel tentativo di rendere la valutazione il più oggettiva possibile, negli ultimi decenni si è passati a studiare le alterazioni fisiologiche dello stress, che principalmente dipendono da un'iperattivazione simpatica e un'inibizione del compartimento parasimpatico, principalmente riguardanti gli effettori cardiaci.
La misura diretta dell'attività del sistema nervoso può essere effettuata direttamente tramite microneurografia, una tecnica complessa e delicata che registra il livello di attività di un nervo periferico tramite microelettrodi; è tuttavia non adatta per essere applicata su vasta scala.
Dato che il sistema simpatico viene attivato tramite la secrezione di noradrenalina, si può misurare il flusso/ il livello di questo neurotrasmettitore tramite analisi del sangue. Alternativamente si può misurare il livello di ACTH e cortisolo, un ormone immunosoppressore e potenzialmente diabetizzante rilasciato in caso di stress, in sangue, urine o nella saliva.
Un metodo completamente diverso si basa sullo studio dell'attività cardiaca e pressoria nel soggetto, dato che la frequenza cardiaca e la pressione arteriosa dipendono essenzialmente dalla bilancia dell'attività simpato-vagale.
Monitorando il soggetto attraverso l'elettrocardiogramma e un holter pressorio in un ambiente accuratamente preparato per risultare privo di alcuno stimolo (pareti bianche, aria e temperatura ambiente adeguate, silenzio) si può, con relativa accuratezza, misurare lo stato vegetativo del paziente stesso. Lo stress si può quantificare quindi strumentalmente, come la variazione di tre fattori:
- l'impedenza cutanea
- il pattern pressorio
- variabilità della frequenza cardiaca (in inglese Heart Rate Variability, HRV)

Si è rilevato che, in caso di soggetto stressato, si ha un aumento dell'impedenza cutanea, nonché un aumento stabile a riposo della pressione arteriosa di 10 mmHg, sia in clinostatismo che in ortostatismo.
Ma gli indici che si sono rivelati più indicativi sono lo studio in frequenza della variazione della lunghezza dei battiti cardiaci, analisi effettuata a partire da un tacogramma, grafico ricavato da un normale ECG ponendo in ascissa la sequenza di battiti cardiaci e in ordinata la loro lunghezza (normalmente calcolata dal picco dell'onda R presa in considerazione al picco della R successivo). La distribuzione di potenza sulle diverse frequenze cambia in modo peculiare a seconda del livello di stress: in particolare un'attivazione del sistema simpatico diminuisce la potenza distribuita alle frequenze più alte.

### Stress da lavoro
Lo stress da lavoro, o stress lavoro correlato, non è di per sé una patologia, ma il lavoratore può assentarsi a causa dello stato di malessere provocato, e può essere indennizzata dall’Inail la malattia professionale, se lo stress causa danni fisici e psicologici: non è raro, ad esempio, che dallo stress eccessivo derivino forme anche molto gravi di depressione.
Lo stress da lavoro ha molte cause, tra cui lunghe ore, carico di lavoro, precarietà del lavoro, la minaccia della perdita o di aumento del lavoro, e conflitti con altri lavoratori o con il capo.

### Eustress
Quando il livello di stress è rilevante, ma non provoca condizioni patologiche, si definisce eustress o eucrasia, una situazione ai limiti superiori della norma, ma che viene rilevata dal soggetto come pura quotidianità; secondo uno studio del 2005 tale condizione è stata rilevata in due popolazioni statistiche specifiche: marine americani e gli operatori di un team di Formula uno.
In un'altra ricerca sono state studiate due gruppi di studenti universitari. È stato così rilevato che:
- le persone che all'inizio dell'anno avevano livelli di stress ai livelli superiori della norma, hanno mantenuto più o meno intatto tale stato (eucrasia) e al momento degli esami di fine stagione hanno ottenuto votazioni alte;
- le persone più tranquille a inizio anno, hanno aumentato i livelli di stress all'approssimarsi della data d'esame, raggiunto il quale hanno prodotto votazioni inferiori.